# 龍溪瀑布
龍溪瀑布位於花蓮縣秀林鄉木瓜溪左岸支流龍溪中段，龍溪調整池下游約850公尺。。

## 解
1. ↑  根據《臺灣通用電子地圖【NLSC】》、《農航所（正射影像圖）》對照。